# Diocesi di Subaugusta
La diocesi di Subaugusta (in latino Dioecesis Subaugustana) è una sede soppressa e sede titolare della Chiesa cattolica.

## Storia
Subaugusta è un'antica sede episcopale documentata dal 465 al 502.
Incerto è il luogo di identificazione di questa sede episcopale. La tradizione, di cui si fanno portavoce Lanzoni e Duchesne, la collocano nei pressi della proprietà e della villa imperiale Ad Duas Lauros sulla via Labicana (l'attuale Centocelle): la residenza imperiale dette luogo ad un agglomerato urbano che non ebbe mai lo status di città, ma che fu sufficientemente grande da portare all'erezione di una diocesi.
Recentemente questo dato tradizionale è stato messo in dubbio dall'archeologa Rita Volpe, secondo la quale il toponimo Subaugusta non compare mai nelle fonti letterarie, mentre le attestazioni episcopali attribuite a questa diocesi parlano di "vescovi subaugustani" o di "chiesa augustana"; e nulla, dal punto di vista archeologico, lega questa sede episcopale con la proprietà imperiale sulla Labicana. «La diocesi Subaugusta (se questo era proprio il suo nome, che in questa forma non è mai attestato), la cui breve vita è attestata solo per meno di quaranta anni, potrebbe quindi collocarsi in una qualsiasi delle numerose proprietà imperiali, forse neanche nelle vicinanze di Roma, visto che i suoi vescovi sono ricordati tra i numerosi altri che da tutto l'Occidente partecipavano ai sinodi. La zona che ci interessa peraltro è troppo vicina per poter essere stata sede di una diocesi diversa da quella di Roma, sotto la cui giurisdizione è sempre stata.»
Sono quattro i vescovi che, a partire da Ferdinando Ughelli, vengono attribuiti a Subaugusta. Il primo è Crespiano, episcopus Subaugustanus, che prese parte al concilio romano indetto da papa Ilario nel 465 nella basilica di Santa Maria Maggiore e dove furono stabilite norme sulle ordinazioni episcopali e sulle nomine dei vescovi.
Il successivo episcopus Subaugustanus è Pietro, che nel 487 partecipò al concilio indetto da papa Felice III nella basilica lateranense per discutere della disciplina da adottare nei confronti dei vescovi e del clero africani che, a causa delle persecuzioni di Unnerico, avevano abiurato la fede cattolica; il suo nome è associato a una decretale dello stesso papa dell'anno successivo, in cui vengono affrontati i casi dei cristiani che hanno ricevuto dagli ariani un secondo battesimo. In diverse lettere di papa Gelasio I (492-496) e nel concilio da lui celebrato nel 495, è documentato un vescovo Pietro, senza indicazione della sede di appartenenza; secondo Pietri, potrebbe essere il vescovo di Subaugusta, oppure l'omonimo vescovo di Lorium.
Nel concilio romano indetto da papa Simmaco il 1º marzo 499 nella basilica vaticana per regolamentare le elezioni pontificie dopo lo scisma del 498 che portò alla duplice elezione di Simmaco e di Laurenzio, prese parte Massimiano, episcopus ecclesiae Subaugustae. Nel concilio indetto da Gelasio I nel 495 prese parte un vescovo Massimiano, ma gli atti conciliari non indicano la sua sede di appartenenza; potrebbe trattarsi del medesimo personaggio.
Infine nei concili simmachiani del 501 e del 502 prese parte Giocondo, che firma gli atti come episcopus ecclesiae Augustanae. Benché ai rispettivi concili prese parte un solo vescovo di nome Giocondo, Ughelli e molti degli autori successivi, tra cui Cappelletti, Gams, Lanzoni e Duchesne, assegnano questo vescovo sia alla diocesi di Subaugusta che a quella di Aosta. Invece Savio, e in particolare lo storico valdostano Frutaz, assegnano questo vescovo alla diocesi di Aosta; dello stesso parere anche Pietri.
A questi vescovi, documentati dalle fonti letterarie, Pietri aggiunge un altro vescovo, l'episcopus Pricimenius, la cui epigrafe, databile fra IV e V secolo, è stata scoperta nel cimitero ad aquas Bullicantes, al secondo miglio della via Prenestina. Un lettore di nome Primicenio è menzionato, assieme alla moglie Asella, nell'epitaffio della figlia scoperto nello stesso cimitero; per Pietri potrebbe trattarsi dello stesso Pricimenio, che a un certo momento della sua vita fu consacrato vescovo di Subaugusta.
Dopo queste attestazioni, non si hanno più notizie di vescovi (sub)augustani. Duchesne ipotizza che Subaugusta sia stata la sede momentanea dei vescovi di Labico, che non figurano mai nei concili romani del V e VI secolo, e che perciò a un certo punto ritornarono nella loro sede di origine. Lanzoni invece ritiene che la diocesi, sorta per munificenza degli imperatori in una proprietà imperiale, fu riassorbita dalla diocesi di Roma, dopo che l'Occidente non ebbe più imperatori.
Dal 1966 Subaugusta è annoverata tra le sedi vescovili titolari della Chiesa cattolica; dal 31 agosto 2020 il vescovo titolare è Dario Gervasi, segretario aggiunto del Dicastero per i laici, la famiglia e la vita.

## Cronotassi

### Vescovi
- Primicenio ? † (IV/V secolo)
- Crespiano † (menzionato nel 465)
- Pietro † (menzionato nel 487)
- Massimiano † (menzionato il 1º marzo 499)
- Giocondo ? † (prima di ottobre 501 - dopo novembre 502)

### Vescovi titolari
- Ferdinando Maggioni † (14 settembre 1967 - 17 luglio 1980 nominato vescovo di Alessandria)
- Filippo Giannini † (1º dicembre 1980 - 10 febbraio 2012 deceduto)
- Gianrico Ruzza (8 aprile 2016 - 18 giugno 2020 nominato vescovo di Civitavecchia-Tarquinia)
- Dario Gervasi, dal 31 agosto 2020